# Hipster (subcultura contemporània)
|  | Aquest article tracta sobre la subcultura formada per membres de la generació Y. Si cerqueu la subcultura de la dècada del 1940, vegeu «hipster (subcultura de la dècada del 1940)». |

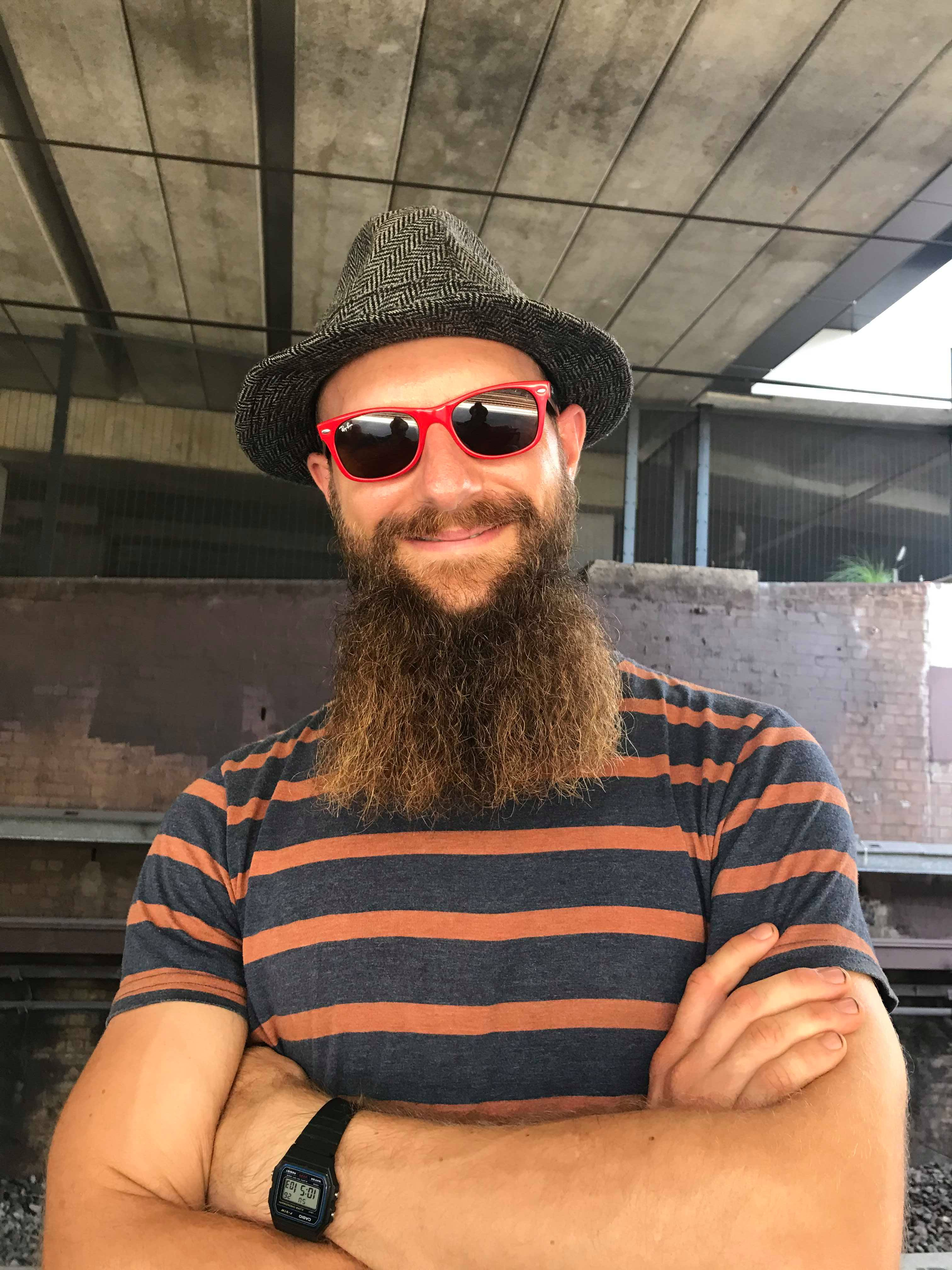
Les barbes completes, la roba vintage i l'electrònica retro, com el rellotge Casio F-91W que es mostra a la foto, estan associats a la subcultura hipster del segle XXI.

Hipster (en anglès hipster [hɪpstə]), (equivalent a «modernet») és un terme que popularment s'ha utilitzat per fer referència a una subcultura internacional contemporània que està formada principalment per membres de la generació Y que viuen en zones urbanes. Aquesta subcultura s'ha definit com «un gresol canviant d'estils, gustos i manera d'actuar». A més, el terme s'associa generalment a individus que s'identifiquen amb la música alternativa i indie, amb una sensibilitat per la moda poc convencional (com l'estil vintage i les botigues de segona mà), amb una ideologia pacifista i verda, amb el menjar ecològic, vegà i casolà i, en definitiva, amb un estil de vida alternatiu. Als hipsters, se’ls considera bohemis joves de classe mitjana que viuen a barris aburgesats.
El concepte deriva del terme que es va utilitzar per descriure els primers moviments culturals dels anys 40, però es va utilitzar per primer cop en el sentit actual el 2000, i va arribar al seu apogeu el 2010. Els membres d'aquesta subcultura no s'identifiquen com a hipsters; de fet, el terme sovint s'empra de manera pejorativa per fer referència a algú pretensiós, extremadament modern o amanerat. Alguns analistes afirmen que la noció del hipster contemporani no és res més que un mite creat pel màrqueting.
Cal remarcar que el terme «modernet» no és equivalent a «modern». Aquest és un adjectiu que fa referència a quelcom «del temps present o dels temps pròxims al present», mentre que el primer designa els membres de la subcultura esmentada anteriorment. Així doncs, el terme corresponent tampoc s'utilitza en el sentit de modernisme, tot i que es podria considerar que estan originàriament associats pel fet que, efectivament, són persones amb un estil, unes ideologies i una forma de vida moderns. A més, l'existència de la paraula «modernet» evita qualsevol ambigüitat que pogués sorgir amb l'adjectiu «modern», ja que aquesta té un sentit específic i inequívoc.

## Origen del terme: la dècada del 1940

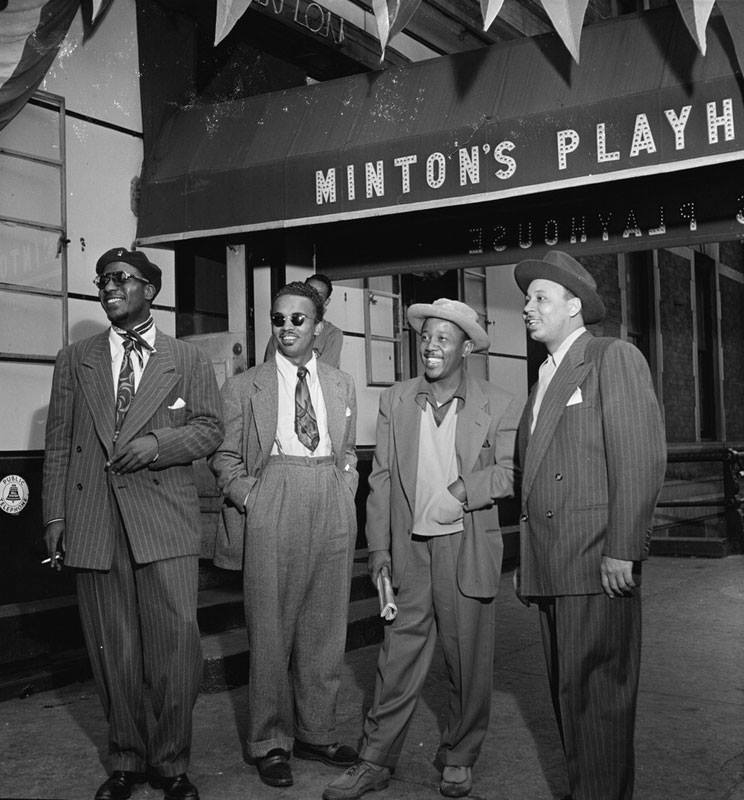
Thelonious Monk, Howard McGhee, Roy Eldridge i Teddy Hill davant de Minton's Playhouse (Nova York) amb vestit estil zoot.

El terme hipster es va encunyar durant l'època del jazz, quan hip va sorgir com un adjectiu que descrivia els seguidors de l'escena contemporània. Tot i que l'origen exacte del terme no està del tot clar i encara es discuteix, alguns sostenen que és un derivat de hop, paraula de l'argot emprada per fer referència a l'opi; mentre que d'altres creuen que prové del terme de l'oest d'Àfrica hipi, que significa «obrir els ulls». Una altra teoria defensa que el terme prové de la pràctica d'ajeure’s sobre els malucs mentre es fuma opi. Un últim significat de hip, del qual es té constància des del 1902, és «conscient» o «en coneixement de». Al contrari, l'antònim unhip denomina a aquells que no tenen consciència del seu entorn.
No obstant això, el terme hip va adquirir posteriorment el sufix –ster de l'anglès; és així com hipster es va incorporar a aquesta llengua. El primer diccionari que va recollir el terme en llengua anglesa va ser el glossari For Characters Who Don't Dig Jive Talk (Per a personatges que no entenen l'argot), que es va incloure a l'àlbum de Harry Gibson del 1944, Boogie Woogie in Blue. L'entrada de hipster definia el terme com a «personatges als quals els agrada el bon jazz». Tot i així, no es tractava d'un glossari complet d'argot, ja que tan sols incloïa expressions de l'argot presents a les lletres de les cançons de l'artista.
El mateix any, Cab Calloway va publicar The New Cab Calloway's Hepster's Dictionary of Jive (El nou diccionari d'argot dels hepsters de Cab Halloway), que no tenia entrada per a hipster, però que, pel fet de comptar amb una edició del 1939, sembla que el terme hepster va precedir hipster. En un principi, els hipsters eren normalment joves blancs de classe mitjana que pretenien emular l'estil de vida de la majoria dels músics de jazz negres. En The Jazz Scene (L'escena del jazz), obra escrita per Eric Hobsbawm l'any 1959, es descriu el llenguatge utilitzat pels hipsters com «un argot dissenyat per diferenciar el grup de la resta de persones alienes».
Aquesta subcultura es va expandir ràpidament i, després de la Segona Guerra Mundial, l'escena literària va créixer al seu voltant. Jack Kerouac va descriure els hipsters dels anys 40 com «els Estats Units creixents i itinerants, que mandregen i fan autoestop per tot arreu com a personatges d'una espiritualitat especial». En l'assaig The White Negro (El negre blanc), Norman Mailer caracteritza els hipsters com a existencialistes estatunidencs que viuen una vida envoltada de mort —anihilada per la guerra atòmica i estrangulada per la conformitat social— i que prefereixen «divorciar-se de la societat, viure l'existència sense arrels, partir cap a aquell viatge inexplorat als imperatius rebels del jo».

## Retrat robot d'unhipstercontemporani
Com vesteixen?

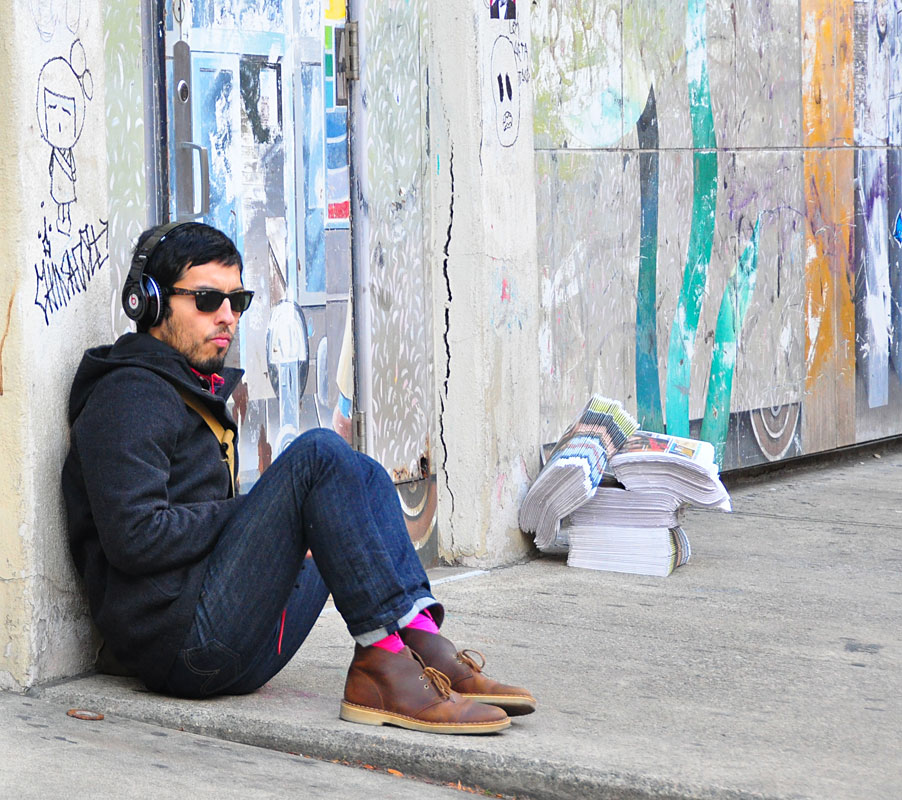
Hipster a Boston, EUA

Porten roba retro que compren a botigues de segona mà o inspirades en els anys 60 i 70 amb un aire d'exclusivitat. Els agraden les gorres i les bufandes artesanals i les ulleres de pasta. Les bosses les porten a l'estil de bandolera i, per portar diàriament, utilitzen dessuadores amb caputxa, texans ajustats i samarretes amb imatges enginyoses i divertides. A les noies els agraden especialment els vestits amb estampats florals acompanyats de botins, mentre que els nois poden donar un toc estrafolari al look amb un corbatí o uns tirants.
Com es pentinen?
Les noies acostumen a portar una cabellera llarga i informal; els nois, per la seva banda, solen tenir barba o bigoti. De fet, al mes de març de l'any 2014, la BBC va publicar un article en què s'explica que la quantitat d'homes del Regne Unit i dels Estats Units que s'ha realitzat un implant de barba s'ha multiplicat durant els últims anys, fins al punt de què es porten a terme dos implants de barba al mes. Segons el cirurgià britànic Bassam Farjo, tot i que al principi es tractava d'un servei enfocat per a persones que volguessin ocultar cicatrius, actualment els homes que hi accedeixen ho fan per estar a la moda, com a signe de modernitat i de virilitat.
Què escolten?

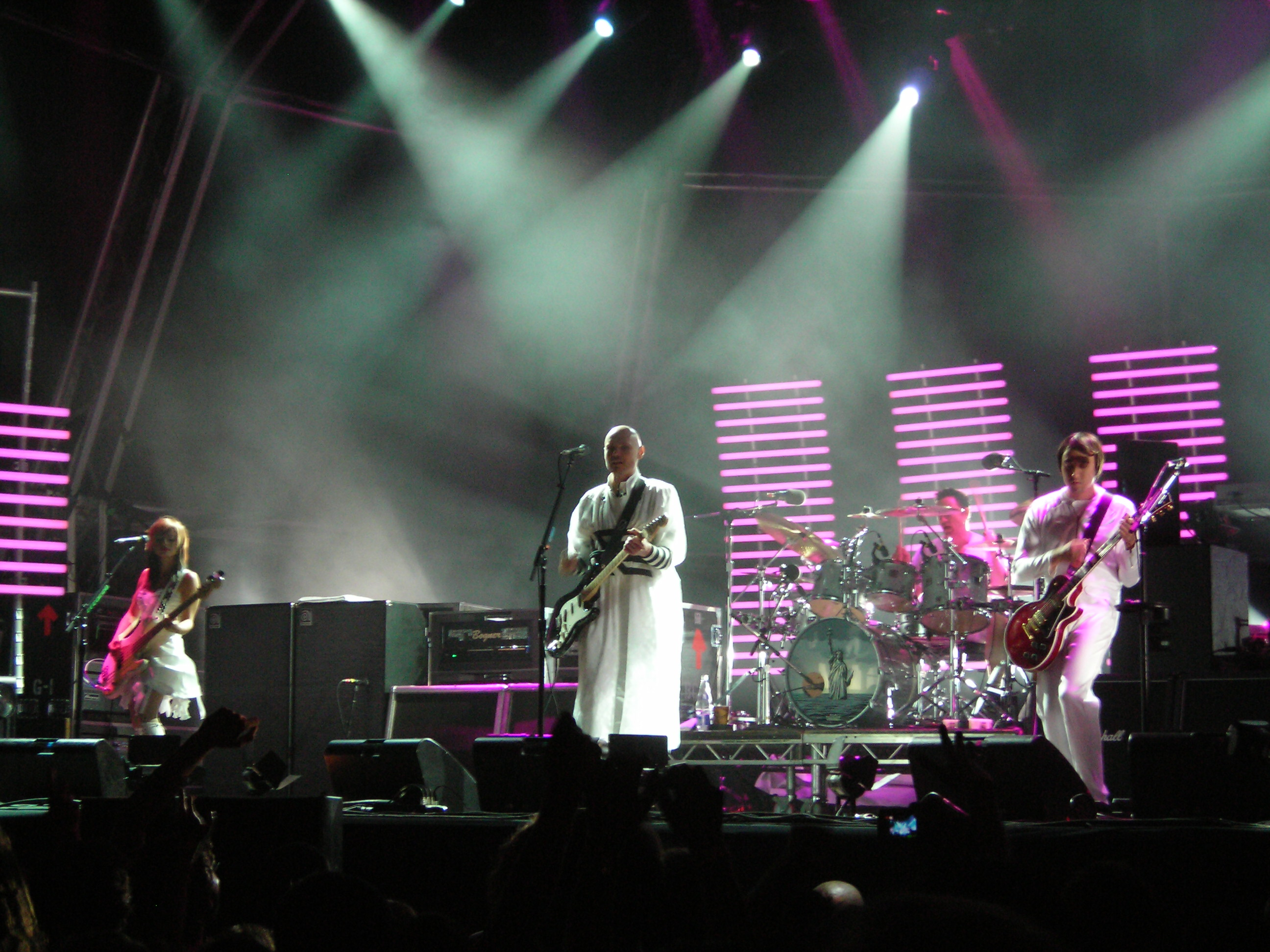
The Smashing Pumpkins al Primavera Sound 2007

Música pop, folk i electropop poc coneguda. Els agrada gaudir d'aquesta música en directe a festivals com el Primavera Sound (Barcelona) i Coachella (Califòrnia, EUA). Entre els artistes que segueixen els hipsters es troben els cantautors William Fitzsimmons i Devendra Banhart, el duet Wild Belle i grups com Fleet Foxes o Tame Impala, i dels clàssics veneren a Radiohead i Björk. En l'àmbit espanyol, els agrada Klaus & Kinski.
Què llegeixen?
Llegeixen autors com Margaret Atwood, Paul Auster i César Aira. Rebutgen rotundament novel·les com Cinquanta ombres d'en Grey, però en veneren d'altres com Les amistats perilloses de Pierre Choderlos de Laclos. També els agrada la literatura asiàtica, els haikus i els microrrelats com els d'Ana María Shua.
Què miren?
Segueixen el cinema de Wes Anderson (Moonrise Kingdom), Spike Jonze (Being John Malkovich), Paul Thomas Anderson (The Master) i Jean-Pierre Jeunet, qui va crear un dels personatges hipsters per excel·lència, Amélie. Per altra banda, la televisió no és massa popular entre aquest col·lectiu.
Què estudien i en què treballen?
Se solen dedicar a les belles arts, la filosofia, la història de l'art, l'arquitectura, la fotografia, la música, el disseny, la literatura i el món audiovisual, és a dir, acostumen a ser de lletres i a sentir inclinació per l'art. Són grans consumidors de música, literatura i cinema, i és que s'ho poden permetre, ja que solen pertànyer a una classe mitjana, mitjana-alta.
Què mengen?

Bigoti icona dels hipsters

Els agrada el menjar ràpid, però de qualitat. Compren en mercats de menjar ecològic i cada vegada són més els adeptes de la dieta vegetariana. Solen trobar-se a cafeteries com Starbucks, on poden llegir tranquil·lament i navegar per internet amb el seu iPad.
Com es desplacen?
Els hipsters opten per alternatives ecològiques a l'hora de moure's per la ciutat. Acostumen a desplaçar-se en bicicleta, ja siguin les clàssiques per passejar o les plegables i més urbanes. També està de moda entre aquest col·lectiu el longboard, un monopatí més gran. Per a les vacances, gaudeixen de les icòniques T1, les furgonetes hippies de Volkswagen.
Què tenen prohibit?
Tot allò que sembli mainstream o convencional: la música de moda (Avicii, Katy Perry), els best-sellers (Crepuscle), els cotxes moderns i una feina on predominin la rutina i la monotonia.

## Elshipstersa la societat
Segons la revista Time Out de Nova York, a principis de l'any 2000 a Brooklyn ja començaven a haver-hi hipsters, tot i que aleshores se’ls anomenava bohemis. Després, Alemanya va ser un dels països on aquest moviment va agafar més força. A Catalunya, aquesta tribu urbana es va començar a popularitzar l'any 2010. D'opinions, n'hi ha per a tothom, doncs aquest moviment crea molt debat.

### Estats Units
La revista Time Out de Nova York descriu aquesta moda com un fenomen que «converteix en un fetitxisme tot allò que és autèntic» i que fa que els que segueixen aquest estil, amb una identitat creada com si fos un collage, es creguin els millors. Segons els estatunidencs, el «problema» d'aquests individus és que redueixen la particularitat de qualsevol cosa que pugui cridar l'atenció a un mateix denominador comú i monòton que només se centra en si allò és cool o no ho és. A més, es tracta d'individus que sempre intenten diferenciar-se de la resta però, en realitat, tots tenen la mateixa aparença.
Al llibre HipsterMattic publicat l'any 2011, Matt Granfield resumeix la cultura hipster de la manera següent:
| «                               | Mentre que la societat convencional de la dècada del 2000 havia invertit el seu temps en la televisió de realitat, la música dance i en descobrir on és la roba interior de Britney Spears, estava tenint lloc una revolució silenciosa. Estils ja oblidats de vestir, cervesa, cigarros i música s'estaven tornant populars un altre cop. El retro estava de moda, l'ambient era meravellós i vell era el nou «nou». Els nens es delectaven en la ironia de fer que una cosa tan poc atractiva estigués tan de moda. Volien viure de manera sostenible i menjar cereals orgànics sense gluten. Però, sobretot, volien ser reconeguts per ser diferents: per sortir-se del camí convencional i crear un alternativa cultural pròpia. Per a aquesta nova generació, l'estil no era una cosa que es pogués comprar en un centre comercial, sinó que era alguna cosa que es trobava en una botiga de segona mà o, idealment, que haguessis fet tu mateix. El truc per ser cool no era semblar una estrella de la televisió, sinó que semblés que mai havies mirat la televisió. | » |
| — Matt Granfield, HipsterMattic | |   |

### Alemanya
A Alemanya, Berlín es considera la capital dels hipsters. De fet, el barri Kreuzberg de Berlín és el tercer barri més «modernet» del món. Amb carrers estrets i empedrats i balcons de ferro, i amb llocs tan artístics i excèntrics com l'East Side Gallery. Aquest barri i, en general, tota la ciutat és un dels llocs més idonis per als hipsters. De fet, des de fa uns anys, cada any s'organitza la Hipster Cup Arxivat 2014-06-15 a Wayback Machine., un festival a l'aire lliure on hipsters d'arreu del món s'uneixen per participar en diverses proves i fer gresca. Els hipsters alemanys es consideren inconformistes i reconeixen que, en certa manera, els fa por el futur.

### Barcelona

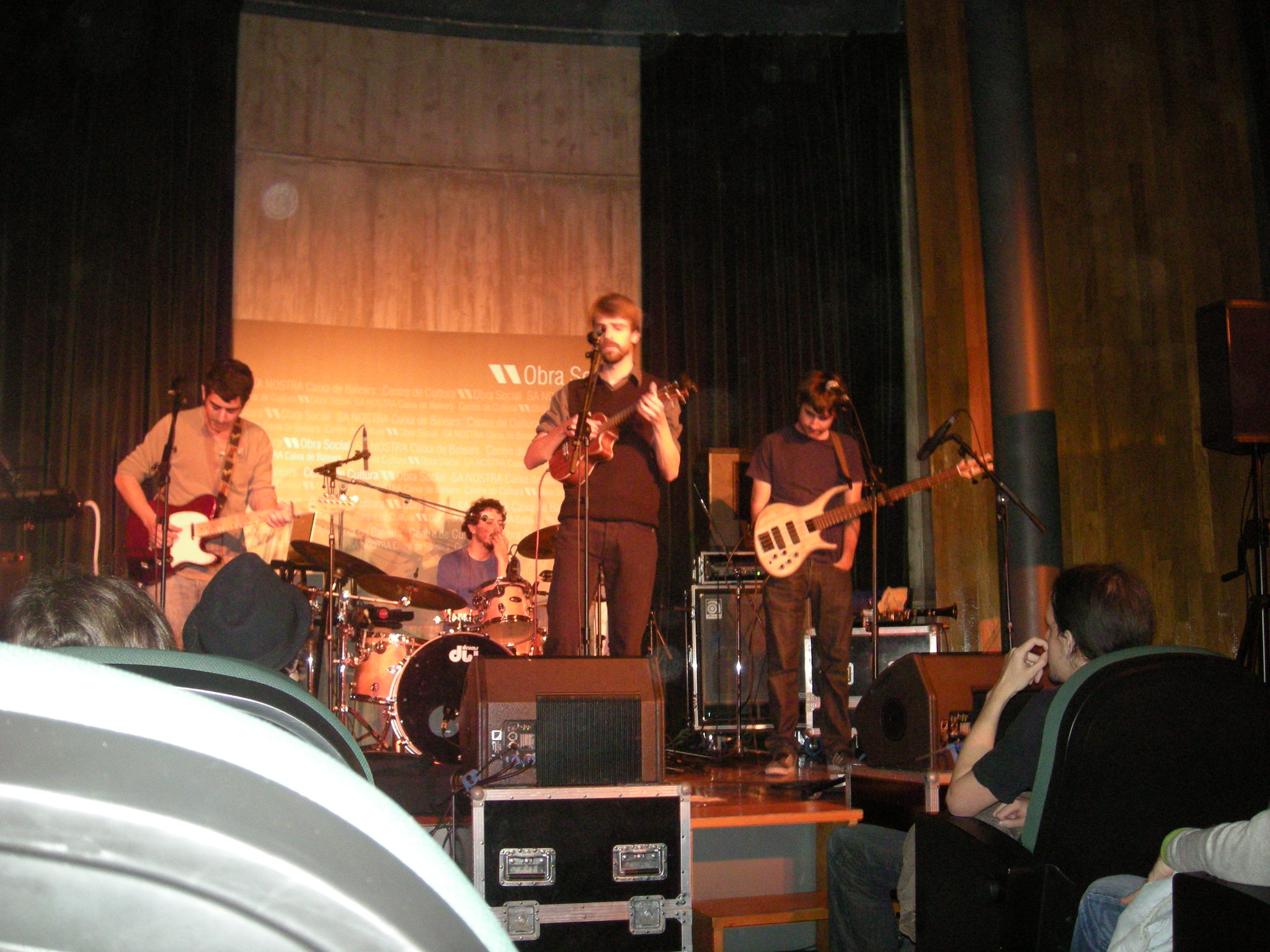
Manel en concert a Palma. Centre de Cultura Sa Nostra. 19-04-2009

A Barcelona el moviment hipster s'identifica per gent a qui agrada passar el temps seient a les terrasses dels barris de Gràcia o del Born i beure cervesa Moritz. Són fans de les pel·lícules d'autor i dels grups de música més desconeguts, perquè això és el que els fa ser diferents i cool. I si són autòctons, és probable que escoltin Mishima, que mirin Arròs covat i que siguin seguidors de la Bibiana Ballbè i del grup Manel. No obstant això, els components del grup Manel no se senten pas identificats amb aquest moviment i, de fet, en una entrevista van afirmar que «en principi els hipsters ens produeixen una ràbia immensa».

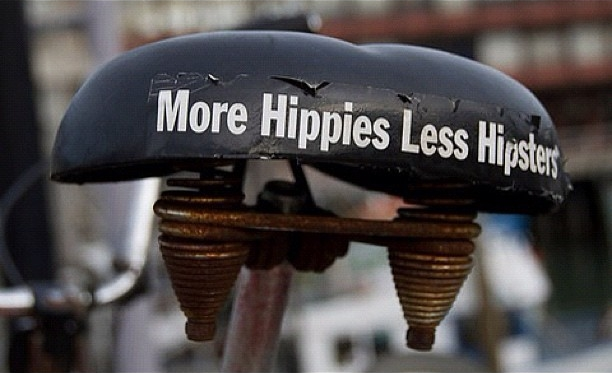
More hippies, less hipsters (Més hippies, menys hipsters)

En general, la societat opina que ser un hipster no suposa únicament portar barba, utilitzar els filtres d'Instagram i portar camises de quadres. Els hipsters d'avui dia són criticats pel fet de seguir totes aquestes tendències de manera superficial, sense cap mena de criteri, i de viure segons un estil de vida que ni tan sols coneixen bé. De fet, abans el terme hipster era despectiu i no saben que escriptors com ara Kerouac o Bukowski, a qui tant admiren, van viure a la desgràcia perquè ningú els feia costat.
No obstant això, també hi ha qui dona suport a aquest moviment i argumenten que la societat s'ha acostumat a criticar tot allò que porti aquesta etiqueta i que «sovint s'exageren els seus punts negatius i s'obvien els positius a favor de la polèmica fàcil». Algunes persones destaquen que odiar els hipsters s'ha popularitzat i això ho mostren els múltiples enllaços que ofereix qualsevol cercador amb les paraules «odio els hipsters». Segons es publica al diari El País, una explicació a aquest fet podria ser l'ús abusiu que s'ha fet d'aquest terme. Durant els últims dos anys, marques reconegudes com ara Loewe han centrat les seves campanyes publicitàries en aquest moviment. A més, en l'àmbit de tot l'estat, el fotògraf César Segarra va crear un projecte anomenat Hipsters from Spain, una pàgina web on es recullen els projectes d'alguns dels creatius i artistes més importants de Barcelona, Madrid i València, amb la intenció de donar a conèixer els projectes interessants que es porten a terme al país.
A Catalunya, aquest fenomen cada vegada és més viu. El moviment ha aconseguit ressò popular, i s'han publicat llibres com Modernet de merda: El manual, on es critica els hipsters. L'autor explica que considera que els hipsters són hipòcrites perquè «tenen una part molt solidària, però una altra que els és igual tot» i que mostren dues cares en gairebé tots els àmbits. Per exemple, es consideren anticapitalistes, però el protagonista opina: 
| «                              | Potser sí que jo, de tant en tant, hi participo a l'hora de pagar abonaments de festivals, comprar-me tota l'Apple Store del Passeig de Gràcia, anar a buscar una mica més de soja per al sopar, subscriure’m a l'Spotify Premium, viatjar a Berlín un cap de setmana, cobrar als meus clients del taller de disseny gràfic, emportar-se tots els packs indecents de la Moritz, acumular tones de cafè colombià de Comerç Just… Però, vaja, són petits errors molt puntuals. Mai de la vida m’entregaria al fastigós capitalisme. | » |
| — Modernet de merda: El manual | |   |